# 莆田东站
莆田东站位于福建省莆田市秀屿区，是东吴线的一座火车站，为四等站，本站及上行区间为电气化区段。车站于2013年12月30日随着东吴线开通启用，办理货运业务。

## 历史
- 2008年7月10日，莆田东站所在的湄洲湾港口铁路支线开工[4]
- 2013年12月30日，莆田东站随东吴线开通而投用[5]